# Bendis pulverosa
Bendis pulverosa är en fjärilsart som beskrevs av Walker 1865. Bendis pulverosa ingår i släktet Bendis och familjen nattflyn. Inga underarter finns listade i Catalogue of Life.